# Launch Control
Launch Control (укр. Старт контроль) — форма контролю тяги, яка використовується для якнайшвидшого прискорення автомобіля за допомогою технічно оптимізованого процесу старту. Для цього зчеплення та перемикання передач регулюються таким чином, що при запуску застосовується швидкість колеса, яка найкраще прискорює транспортний засіб з місця з оптимальним ступенем ковзання. Залежно від програмування, коробка передач або автоматичне перемикання передач перемикається на наступну передачу лише з оптимальною швидкістю, поки не буде досягнута максимальна швидкість, пов’язана з конструкцією, або інший параметр. Тому Launch Control особливо підходить для драг-рейсів та інших змагань. Недоліками є велике навантаження на двигун та привід (зокрема, перегрів зчеплення, через що ця функція можлива лише у BMW до певної температури зчеплення) та велика витрата палива, що обумовлена високою швидкістю. Також цю систему можна нерідко зустріти в автомобілів компанії Audi, частіше в електричних версіях.
Система стала відомою завдяки використанню в гоночних автомобілях Формули-1. Вперше він був затверджений FIA у сезоні 2001 року та знову заборонений до участі у Гран-прі Великої Британії 2003 року. У чемпіонаті світу з ралі він також використовувався у автомобілях World Rally Cars (клас A8). З моменту старту сезону 2011 року це більше не дозволяється. Launch Control використовується в гоночних мотоциклах класу MotoGP з 2019 року. Кілька мотоциклів, що легально працюють на дорогах, наприклад Aprilia RSV4, BMW S1000 RR або Yamaha YZF-R1 2015 року, також використовують цю систему допомоги водієві.